# From Leadville to Aspen: A Hold-Up in the Rockies
From Leadville to Aspen: A Hold-Up in the Rockies er en amerikansk stumfilm fra 1906 af Wallace McCutcheon Sr. og Francis J. Marion.